# Конгенс Люнгбю
Конгенс Люнгбю ([ˈkʰʌŋŋ̍s ˈløŋˌpyˀ], данською для «королівського вересового міста»; скорочена форма Lyngby) — резиденція та комерційний центр муніципалітету Люнгбю-Торбек у північному передмісті Копенгагена.

## Опис
Люнгбю Ховедгаде – це жвава торгова вулиця, на якій розташовано філію магазину Magasin du Nord, а також центр торгівлі Люнгбі. Район також є місцем розташування для кількох великих компаній, зокрема COWI A/S, Bang & Olufsen, ICEpower a/s і Microsoft. Технічний університет Данії переїхав до Люнгбі з центру Копенгагена в 1970-х роках. Станція Люнгбю розташована на радіалі Hillerød мережі S-Bahn потягів Копенгагена.

## Походження назви

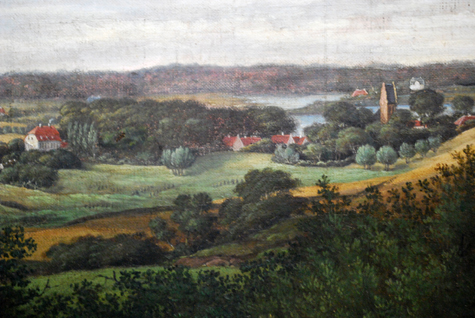
Kongens Lyngby в прибл. 1820 з Білим особняком, який видно ліворуч

Назва Конгенс Люнгбю вперше згадується в 1348 році. У той час значні частини Північної Зеландії належали католицькій церкві (представленій кафедральним собором Роскільде, а назва Люнгбю асоціювалася з кількома місцями. Магазин Люнгбю належав церкві Arresø. Можливо, ця назва з'явилася, щоб відрізнити його від інших місць.

## Історія
Село Люнгбю, на місці якого започатковано район, тепер відоме як Бондеб'єн. Конгенс Люнгбю також був місцем водяного млина Люнгбю, який вперше згадується в 1492 році, але, ймовірніше, на кілька сотень років старіший.
Королівську трасу Конгенс Люнгбю створили 1584 року, щоб забезпечити легкий зв'язок між Копенгагеном і новим замком Фредеріксборг Фредеріка, звідки її пізніше продовжили до Фреденсборга та Гельсінгера. Це була перша з низки королівських доріг, створених Фрідріхом II та його наступником Крістіаном IV.
У XVIII столітті державні службовці та купці з Копенгагена будували в цьому районі багато заміських будинків. Конгенс Люнгбю не мав прав на ринок, але перетворився на місцевий сервісний центр із дедалі більшою кількістю майстрів і торговців.
Північне шосе прийшло до Люнгбю в 1863 році й далі до Гельсінгера в 1864 році. Це дало змогу громадянам Копенгагена постійно оселитися в цьому районі. Тут відкрили кілька фабрик, зокрема фабрику штор Крістіана Гассельбалька в 1892 році, яка згодом стала найбільшим роботодавцем міста.
У 1930-х роках Конгенс Люнгбю перетворився на сучасне передмістя. Північну лінію перетворили на лінію S-Bahn поїзда з більшою кількістю станцій, і Kongens Lyngby поступово зливався з сусідніми поселеннями.

## Відомі жителі

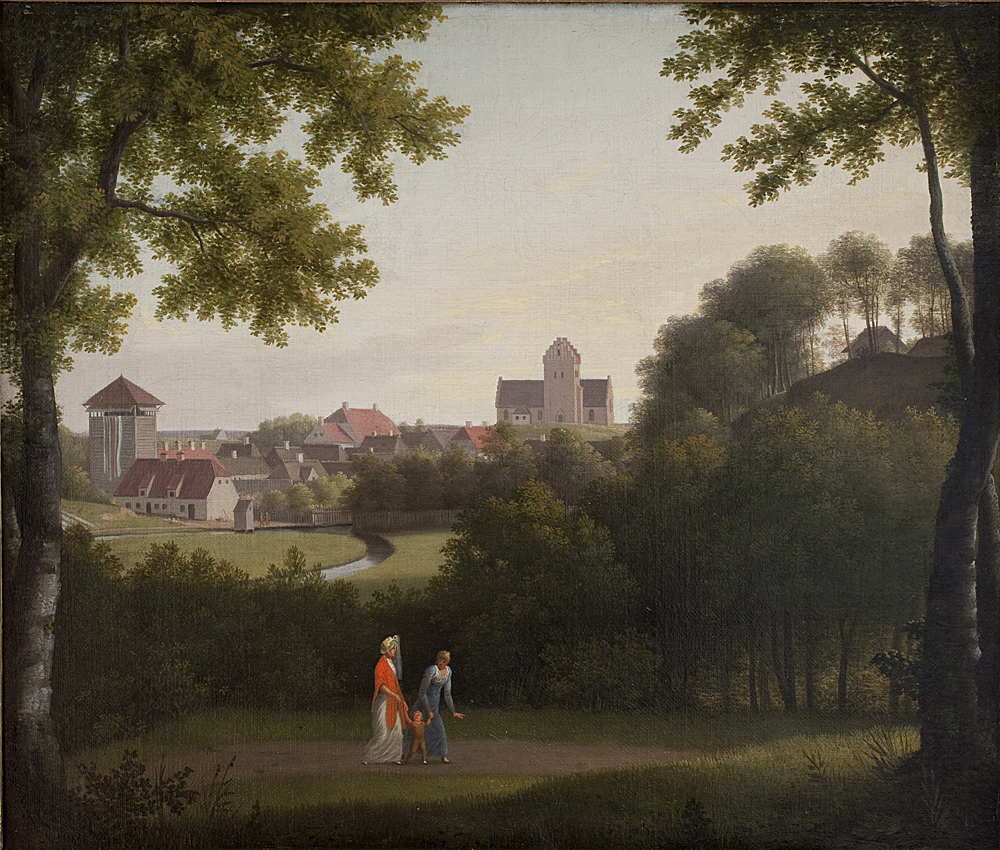
Картина Крістофера Вільгельма Екерсберга 1810 показує сценку з життя Конгенс Люнгбю

### Публічні особи
- Вільгельм Теодор Вальтер (1819—1892), архітектор і будівельний інспектор
- Інгрід Єсперсен (1867—1938), педагог і директор школи
- Фінн Тісен (нар. 1941), лінгвіст, іраніст і перекладач
- Карстен Кох (нар. 1945), колишній MF і міністр
- Ліза-Лотте Ребел (нар. 1951), єпископ і перша жінка-єпископ у Данській церкві
- Мадс Тофте (нар. 1959), комп'ютерник
- Даніель Тофт Якобсен (нар. 1978), MF

### Мистецтво
- Еліза Марі Торнам (1857—1901), пейзажист і ботанічний ілюстратор
- Ольга Вагнер (1873—1963), художник і скульптор
- Дагмар Фройхен-Гейл (1907—1991), ілюстратор, автор і редактор
- Каспер Гейберг (1928—1984), художник і скульптор
- Ніна Пенс Роде (1929—1992), актриса
- Ганс Абрахамсен (нар. 1952), композитор
- Ларс фон Трієр (нар. 1956), кінорежисер і сценарист
- Сос Фенгер (нар. 1961), музикант

### Спорт
- Софус Роуз (1894—1974), бігун на довгі дистанції
- Марго Берентцен (1907—1983), фехтувальниця
- Ерлінг Стюер Лаурідсен (1916—2012), борець
- Йохан Рунге (1924—2005), важкоатлет
- Хельге Хансен (1925—2008), велосипедист
- Іб Ларсен (нар. 1945), веслувальник
- Хенрік Ларсен (нар. 1966), футболіст і футбольний тренер
- Фредерік Нільсен (нар. 1983), тенісист
- Набіль Аслам (нар. 1984), футболіст
- Жанетт Оттесен (нар. 1987), плавчиня
- Май Грейдж (нар. 1992), тенісистка
- Якоб Бруун Ларсен (нар. 1998), футболіст
- Крістіан Расмуссен (нар. 2003), футболіст